# Proost Lierse
Proost Lierse, voorheen Zaalvoetbalclub Proost Lier, is een Belgische zaalvoetbalclub uit Lier.

## Historiek
De club heeft zijn oorsprong in café 'Waregem' te Lier van Louis Proost. Stichters in 1979 van Zaalvoetbalclub Proost Lier, afgekort ZVC Proost Lier,  waren zijn dochter Marina Proost en schoonzoon Guy Schuermans. Op 5 mei 2005 werd de club een vzw. Op 10 mei 2017 werd de naam gewijzigd in Proost Lierse.
In het seizoen 2007-'08 deed de club haar intrede in de eerste nationale, maar ze konden zich niet redden. Het volgende seizoen werden ze kampioen in tweede nationale B en promoveerden opnieuw naar eerste nationale.
In het seizoen 2018-'19 was de club verliezend finalist van de BeNeCup tegen FC Eindhoven.

## Palmares
- Kampioen tweede nationale: 2009
- Finalist Beker Van België: 2018
- Finalist BeNeCup: 2018